# Revolverheld
Revolverheld — немецкий рок коллектив из Гамбурга. Первоначально группа была создана в 2003 году под именем Manga, но спустя год переименовалась в Revolverheld. Название переводится как «Ганфайтер».
В 2005 году группа подписывает контракт с лейблом Sony BMG и выходит дебютный альбом с одноимённым названием Revolverheld. Первый сингл Generation Rock приносит группе известность. Песня попала в музыкальную видеоигру «Guitar Hero III: Легенды рока» в качестве бонус-трека. В 2006 году коллектив занял второе призовое место в немецком конкурсе Bundesvision Song Contest. В 2007 году в свет выходит второй альбом группы Chaostheorie.
К Евро-2008 Revolverheld написали специально для немецкой футбольной сборной песню Helden 2008 ("Герои 2008").
В марте 2010 года выходит третий альбом группы In Farbe, для записи которого музыканты специально арендуют студию в Дании.
В сентябре 2013 года вокалист коллектива Йоханнес Штрате принял участие в записи альбома группы Scorpions MTV Unplugged, исполнив дуэтом с Клаусом Майне песню Rock you like a hurricane.

## Состав
- Йоханнес Штрате (вокал) родился 17 марта 1980 в пригороде Бремена. В 2002 году принимал участие в проекте «Popkurs» при Гамбургской высшей школе музыки, где он познакомился с Якобом Зинном. Кроме деятельности в группе Йоханнес является организатором проекта Feels Like Home Hamburg.
- Кристоффер Хюнеке (гитара/вокал) — 12 мая 1978
- Нильс Грёч (гитара/вокал) — 22 апреля 1980
- Якоб Зинн (барабаны) — 20 декабря 1980
- Флориан Шпеер (бас-гитара) — 10 июня 1977

## Альбомы
| Дата выхода      | Название     | Позиция в чартах | Позиция в чартах | Позиция в чартах | Количество проданных дисков |
| Дата выхода      | Название     | DE               | AT               | CH               | Количество проданных дисков |
| ---------------- | ------------ | ---------------- | ---------------- | ---------------- | --------------------------- |
| 23 сентября 2005 | Revolverheld | 7                | 27               | −                | 100.000+                    |
| 25 мая 2007      | Chaostheorie | 3                | 17               | −                | 100.000+                    |
| 12 марта 2010    | In Farbe     | 6                | 24               | 19               |                             |

## Синглы
| Дата выхода       | Сингл                                      | Позиция в чарте | Позиция в чарте | Позиция в чарте |
| Дата выхода       | Сингл                                      | DE              | AT              | CH              |
| ----------------- | ------------------------------------------ | --------------- | --------------- | --------------- |
| 6. июня 2005      | Generation Rock                            | 58              | −               | −               |
| 5. сентября 2005  | Die Welt steht still                       | 16              | 44              | −               |
| 3. февраля 2006   | Freunde bleiben                            | 14              | 13              | 51              |
| 23. июня 2006     | Mit dir chill'n                            | 17              | 27              | −               |
| 27. апреля 2007   | Ich werd die Welt verändern                | 21              | 68              | −               |
| 27. июля 2007     | Du explodierst (Limited; 5.555-mal)        | 70              | −               | −               |
| 14. сентября 2007 | Unzertrennlich                             | 45              | −               | −               |
| 23. мая 2008      | Helden 2008                                | 2               | 57              | −               |
| 26. февраля 2010  | Spinner                                    | 13              | 69              | −               |
| 30. июля 2010     | Keine Liebeslieder                         | 74              | −               | −               |
| 19. ноября 2010   | Halt dich an mir fest (feat.Marta Jandová) | 8               | 21              | 40              |
| 2024              | Alors on danse                             | −               | −               | −               |

## Награды
- 2006 — 1Live Krone — лучший дебют
- 2007 — Lea award — лучший клубный тур